# خاك بري
خاك بري (بالفارسية: خاک پری) هي قرية تقع في قسم بشتكوة موغوئي الريفي في إيران. يقدر عدد سكانها بـ 30 نسمة بحسب إحصاء 2016.